# Европско првенство у ватерполу 2016.
Европско првенство у ватерполу - Београд 2016. је 32. издање овог такмичења. Одржано је у Београду, главном граду Србије, од 10. до 23. јануара. Бранилац титуле је репрезентација Србије.
Златну медаљу је освојила репрезентација Србије, сребрну репрезентација Црне Горе, а бронзану репрезентација Мађарске.
Такмичење је помјерено у јануар због Љетних олимпијских игара 2016. Ово је први пут да на Европском првенству учествује 16 репрезентација.

## Квалификације
По први пут на овом турниру је учествовало 16 репрезентација, док је раније учествовало 12 репрезентација. Репрезентације су се квалификовале на следећи начин:
- Као домаћин
- Најбољих 7 репрезентација са Европског првенства 2014. године, не рачунајући домаћина.
- 8 репрезентације кроз квалификације.

| Мушки ватерполо                      | Датум             | Домаћин    | Број места | Репрезентације                                                                 |
| ------------------------------------ | ----------------- | ---------- | ---------- | ------------------------------------------------------------------------------ |
| Домаћин                              | –                 | –          | 1          | Србија                                                                         |
| Европско првенство у ватерполу 2014. | 14.–27. јула 2014 | Будимпешта | 7          | Мађарска · Италија · Црна Гора · Хрватска · Грчка · Шпанија · Румунија ·       |
| Квалификације                        |                   | –          | 8          | Холандија · Грузија · Француска · Словачка · Немачка · Малта · Русија · Турска |

## Жреб
Жреб је одржан 4. октобра 2015. године у Београду, Србија.
| Шешир 1                                 | Шешир 2                               | Шешир 3                                  | Шешир 4                             |
| --------------------------------------- | ------------------------------------- | ---------------------------------------- | ----------------------------------- |
| Србија · Италија · Црна Гора · Мађарска | Хрватска · Шпанија · Грчка · Румунија | Холандија · Француска · Русија · Немачка | Грузија · Малта · Турска · Словачка |

## Групе
| Група А                                    | Група Б                               | Група Ц                                | Група Д                            |
| ------------------------------------------ | ------------------------------------- | -------------------------------------- | ---------------------------------- |
| Црна Гора · Шпанија · Холандија · Словачка | Србија · Хрватска · Француска · Малта | Италија · Румунија · Немачка · Грузија | Мађарска · Грчка · Русија · Турска |